# カンタベリー大司教
カンタベリー大司教（カンタベリーだいしきょう、英：Archbishop of Canterbury）は、 イングランドのカンタベリー大聖堂を大司教座とするローマ・カトリック教会の大司教であった。

## 概要
597年、「アングロ・サクソン人たちをキリスト教に改宗すべし」というローマ教皇グレゴリウス1世の命を受けて、イングランドへやってきたカンタベリーのアウグスティヌスがカンタベリーに教会を建てて布教の根拠地とし、初代カンタベリー大司教となる。
タルソスのテオドルス（669年 - 690年）によって、イングランドの司教区はカンタベリー大司教座を中心に組織された。最初はベネディクト会の教会として建立されたが、16世紀半ばに修道院は解散させられ、以降はヘンリー8世の離婚問題が引き金となって創立されたプロテスタント・イングランド国教会の総本山となる。
歴代カンタベリー大司教の中では、「スコラ哲学の父」と称されるアンセルムス、1170年に国王ヘンリー2世との不和が原因で大聖堂内で暗殺されたトマス・ベケット、ヘンリー7世の経済顧問でもあったジョン・モートン、リチャード1世の大法官を兼任して遠征で不在の国王に代わって政務を執ったヒューバード・ウォルター、メアリー1世に抗して刑死したトマス・クランマーが有名である。